# گارگین یریتسیان
گارگین آلکساندری یریتسیان (ارمنی: Գարեգին Ալեքսանդրի Երիցյան؛ زاده ۷ مهٔ ۱۸۷۹ - درگذشته ۱۵ اکتبر ۱۹۶۶) نقاش، صحنه‌نگار اهل ارمنستان بود. وی بین سال‌های - تا - میلادی فعالیت می‌کرد.

## زندگی‌نامه
وی در ۱۹ مه [سبک قدیمی: ۷ مه] ۱۸۷۹ در تفلیس در به دنیا آمد و از آکادمی امپریال هنر فارغ‌التحصیل گشت.  وی همچنین برنده جوایزی همچون چهره هنری شایسته ارمنستان شوروی (۱۹۶۴) شد. وی در ۱۵ اکتبر ۱۹۶۶ در سن ۸۷ سالگی در لنینگراد درگذشت.